# 王琛 (南梁)
王琛（?—?），南朝梁官员、书法家、医家。
王琛在南朝梁担任国子祭酒。天监年间，梁武帝让张率抄乙部书，又派他撰古妇人事，派琅邪王琛与吴郡范怀约等写给后宫。553年十一月初八，梁元帝派侍中王琛出使西魏。554年十月初十，武宁郡太守宗均报告西魏大军将要入侵，梁元帝召集公卿大臣商议对策。侍中王琛说：“我去年出使魏国，揣摩宇文泰的神色，很是友好，不可能发兵来打我们。”梁元帝又派王琛到西魏去访问。元帝停止讲论《老子》，朝廷内外宣布戒严。王琛没见到西魏的军队，派人回去送信报告，说：“边境安宁，说魏国要进攻我们，是儿戏之言。”元帝听后感到疑惑。十月十七，元帝又恢复讲《老子》，百官穿军装听讲。王琛著有《推产妇何时产法》一卷、《周大象年历》一卷、《历术》一卷、《九州行棋立成法》一卷、《太一飞鸟历》一卷、《黄帝九元遁甲》一卷、《六情决》一卷。